# كارامانيكو تيرمي
كارامانيكو تيرمي (بالإيطالية: Caramanico Terme)‏ هي بلدية في مقاطعة بسكارا في إقليم أبروتسو الإيطالي.

## السكان
في سنة 1861 بلغ عدد السكان 5٬260 نسمة، وتطور العدد ليصل في سنة 2018 لـ 1٬855 نسمة.
يظهر هذا المخطط البياني تطور النمو السكاني لـ كارامانيكو تيرمي

## توأمة
لكارامانيكو تيرمي اتفاقيات توأمة مع:
- كيرشنهآيم (26 سبتمبر 1998 - )